# 2012 au go
Cet article donne une chronologie d'évènements liés au jeu de go en 2012.

## Compétitions internationales
- 16 mai :  Qiao Zhijian remporte le 33e Championnat du monde de go (amateur), à Guangzhou, en Chine
- 21 août :  Shi Li Wang remporte le 29e championnat du monde des jeunes, catégorie moins de 12 ans, à Luoyang, en Chine
- 21 août :  Cheng Li Qin remporte le 29e championnat du monde des jeunes, catégorie moins de 16 ans, à Luoyang, en Chine

### Jeux Mondiaux des Sports de l'Esprit(World Mind Sports Games),Lille2012
- 16 août :  Yu-Cheng Lai remporte l'individuel masculin.
- 16 août :  Osawa Maya remporte l'individuel féminin.
- 19 août :  Taïwan remporte le tournoi par équipes.
- 22 août :  Cheng-Wei Tsai remporte le tournoi des moins de 21 ans.

## Asie

### Compétitions asiatiques
- 15 février : Jiang Weijie remporte la 16e Coupe LG
- 24 février : la  Chine remporte la Coupe Nongshim
- 9 avril : la  Chine remporte la Coupe Huang Longshi
- 16 mai :  Baek Hongseok remporte la 4e Coupe BC Card

### Chine
- 7 avril :  Yang Dingxin remporte la 12e Coupe Ricoh
- 4 mai :  Chen Yaoye remporte le 26e Tianyuan
- 19 juillet :  Xie He remporte la Coupe Jinli Mobile

### Corée du Sud
- 5 mars :  Park Junghwan remporte la 13e Coupe Maxim
- 6 mai :  Lee Sedol remporte la 17e Coupe GS Caltex

### Japon
- 16 février :  Aoki Kikuyo remporte le Kisei féminin
- xx mars :  Yuki Satoshi remporte la 59e Coupe NHK
- 14 mars : Hsieh Yi Min remporte le Meijin féminin
- 15 mars : Cho U conserve le Kisei
- 17 mars : Takao Shinji remporte la 31e Coupe NEC
- 24 mars : Iyama Yuta remporte la 7e Coupe Daiwa Securities
- 18 avril : Iyama Yuta remporte le 50e Judan
- 19 juillet : Iyama Yuta est le nouveau Honinbo

## Europe
Il existe un nombre de compétitions conséquent en Europe, les principales sont les suivantes :

### Compétitions européennes
- 8 avril :  Martin Li est champion nordique
- 15 avril :  Valerii Krushelnytskyi est champion européen des moins de 12 ans
- 15 avril :  Yurii Mykhaliuk est champion européen des moins de 16 ans
- 15 avril :  Lukas Podpera est champion européen des moins de 20 ans
- 3 juin : la paire  Svetlana Shikshina / Alexandre Dinerchtein est championne de pair-go
- 23 juillet : la  Russie remporte le championnat d'Europe par équipes
- 4 août :  Jan Simara est le nouveau champion d'Europe,  Song Jun-Hyup remporte l'épreuve open.
- 12 août :  Ilya Shikshin,  Csaba Mero,  Jan Hora et  Pavol Lisy se qualifie pour les SportAccord Mind Games lors des qualifications qui se sont déroulés à Lille lors des World Mind Sports Games.
- 9 septembre :  Vanessa Wong remporte le Championnat européen féminin, à Brno.

### Allemagne
- 28 mai :  Ondrej Silt remporte la Coupe Kido de Hambourg
- 15 juillet :  Jin Zou remporte la première coupe de l'institut Confucius de Nuremberg
- 2 septembre :  Bernd Lewerenz remporte la "bataille du Dragon" de Schwerin
- 30 septembre :  Jonas Fincke remporte la "Chope" de Munich
- 7 octobre :  Franz-Josef Dickhut remporte le « Bambou de Bochum »

### Autriche
- 25 mars :  Pavol Lisy remporte le tournoi de Linz
- 24 juin :  Viktor Lin remporte le tournoi de Graz
- 1er juillet :  Lothar Spiegel remporte le tournoi Vorarlberger à Damuels
- 23 septembre :  Pavol Lisy remporte le tournoi de Seewinkel

### Belgique
- 29 avril :  Dominique Versyck remporte le tournoi de Gand
- 8 juillet :  Kwinten Missiaen remporte le tournoi d'Anvers

### Croatie
- 12 août :  Lovro Furjanic est le nouveau champion de Croatie

### Danemark
- 6 mai :  Per Marquardsen est le nouveau champion du Danemark

### Espagne
- 19 février :  In-seong Hwang remporte le 30e open de Barcelone
- 6 mai :  Cho Seok-bin remporte le 15e tournoi de Madrid

### Finlande
- 17 juin :  Su Yang remporte le Takapotku Open d'Helsinki
- 15 juillet :  Jesse Savo remporte le Grand Prix de Turku
- 2 septembre :  Suvi Rovio est la nouvelle championne féminine de Finlande

### France
- 5 février :  Dai Junfu remporte le tournoi d'Antony et le tournoi de Paris
- 5 mai :  Isaac Scribe est champion jeune des moins de 12 ans
- 5 mai :  Alois Brachet est champion jeune des moins de 16 ans
- 5 mai :  Tanguy Le Calvé est champion jeune des moins de 19 ans
- 13 mai :  Cho Seok-bin remporte le tournoi de Strasbourg
- 26 août :  Noguchi Motoki remporte le Championnat de France de go Open

### Hongrie
- 29 avril :  Pal Balogh remporte la 3e coupe de Hongrie à Budapest
- 10 juin :  Ondrej Silt remporte l'Open de Hongrie à Budakeszi

### Irlande
- 4 mars :  Csaba Mero remporte le tournoi de Dublin
- 2 septembre :  Laurens Spijker remporte le tournoi de Belfast

### Lituanie
- 26 août :  Andrius Petrauskas remporte le tournoi Ezerai de Moletai.

### Norvège
- 1er juillet :  Antti Tormanen remporte l'Open de Bergen

### Pays-Bas
- 29 janvier :  Alexander Eerbeek est le nouveau champion néerlandais
- 20 mai :  Cho Seok-bin remporte le tournoi d'Amsterdam
- 24 juin :  Michiel Tel remporte le tournoi d'Utrecht

### Pologne
- 1er juillet :  Mateusz Surma remporte le 35e tournoi de Varsovie

### Roumanie
- 1er avril :  In-seong Hwang remporte la Coupe Shusaku de Târgu Mureș
- 6 mai :  Dusan Mitic remporte la 12e Coupe Walter Schmidt à Timișoara
- 1er juillet :  Dragos Bajenaru est le nouveau Champion de Roumanie

### Russie
- 8 juillet :  Alexandre Dinerchtein remporte la ligue A de la Coupe de Russie
- 2 septembre :  Andrej Cheburakhov remporte le tournoi du « jour de la ville de Moscou »
- 2 septembre :  Dina Burdakova est la nouvelle championne féminine de Russie.

### Serbie
- 8 juillet :  Dusan Mitic remporte la 15e Coupe Serbe

### Slovaquie
- 8 mai :  Pavol Lisy est le nouveau champion slovaque

### Slovénie
- 15 avril :  Ondrej Silt remporte l'open de Slovénie à Maribor
- 7 octobre :  Gregor Butala est le nouveau champion de Slovénie

### Suède
- 20 mai :  Klas Almroth est le nouveau champion de Suède
- 1er juillet :  Martin Li remporte l'Open de Leksand

### Suisse
- 18 mars :  Li Yue remporte l'Ishi Open
- 19 mai :  Armel-David Wolff remporte le tournoi open du championnat suisse.
- 19 mai :  Sébastien Ott, premier Suisse, remporte son deuxième titre de champion suisse.
- 26 août :  Friedhelm Meyer remporte le tournoi de Zurich.

### République tchèque
- 26 février :  Pavol Lisy remporte le tournoi de Blansko
- 1er avril :  Lukas Podpera remporte l'open de Plzen
- 6 mai :  Pal Balogh remporte la coupe de l'Ambassadeur de Corée à Prague
- 20 mai :  Ondrej Silt remporte la coupe Vetruse à Usti nad Labem
- 10 juin :  Jan Simara remporte la Coupe Priessnitz de Jesenik
- 15 juillet :  Pal Balogh remporte le Moyo Open de Pardubice
- 9 septembre :  Jan Simara remporte l'épreuve de Brno de la Coupe européenne de go
- 7 octobre :  Pavol Lisy remporte le festival des jeux de plateau à Prague

### Ukraine
- 10 juin :  Artem Kachnovsky remporte le tournoi de Rivne
- 5 août :  Rustam Sakhabutdinov remporte l'Odesa Golden
- 26 août :  Andrii Kravets remporte le tournoi des 20 ans des relations diplomatiques entre l'Ukraine et la Corée.

## Proche-Orient

### Israël
- 6 octobre : Jonathan Lindor est le nouveau champion d'Israël